# ISO 3166-2:CO
ISO 3166-2:CO là mục nhập cho Colombia trong ISO 3166-2, một phần của tiêu chuẩn ISO 3166 tiêu chuẩn được công bố bởi Tổ chức tiêu chuẩn hóa quốc tế (ISO), trong đó xác định mã cho tên của hiệu trưởng phân (ví dụ, tỉnh hoặc tiểu bang) của tất cả các quốc gia được mã hóa theo ISO 3166-1.
Hiện tại đối với Colombia, mã ISO 3166-2 được xác định cho 1 tỉnh thủ đô và 32 phòng ban. Tỉnh thủ đô Bogotá có vị thế đặc biệt ngang với các tỉnh.
Mỗi mã bao gồm hai phần, cách nhau bởi dấu gạch nối. Phần đầu tiên là CO, mã ISO 3166-1 alpha-2 của Colombia. Phần thứ hai là một trong những điều sau đây:
- hai chữ cái: tỉnh thủ đô
- ba chữ cái: bộ phận

## Mã hiện tại
Tên phân khu được liệt kê như trong tiêu chuẩn ISO 3166-2 do Cơ quan bảo trì ISO 3166 (ISO 3166/MA) công bố.
Tên phân khu được sắp xếp theo truyền thống Thứ tự chữ cái Tây Ban Nha: a-c, ch, d-l, ll, m-n, ñ, o-z.
Nhấp vào nút trong tiêu đề để sắp xếp từng cột.
| Mã     | Tên phân khu (es)                        | Biến thể địa phương | Phân ngành  |
| ------ | ---------------------------------------- | ------------------- | ----------- |
| CO-DC  | Distrito Capital de Bogotá               | Tỉnh thủ đô         | tỉnh thủ đô |
| CO-AMA | Amazonas                                 |                     | tỉnh        |
| CO-ANT | Antioquia                                |                     | tỉnh        |
| CO-ARA | Arauca                                   |                     | tỉnh        |
| CO-ATL | Atlántico                                |                     | tỉnh        |
| CO-BOL | Bolívar                                  |                     | tỉnh        |
| CO-BOY | Boyacá                                   |                     | tỉnh        |
| CO-CAL | Caldas                                   |                     | tỉnh        |
| CO-CAQ | Caquetá                                  |                     | tỉnh        |
| CO-CAS | Casanare                                 |                     | tỉnh        |
| CO-CAU | Cauca                                    |                     | tỉnh        |
| CO-CES | Cesar                                    |                     | tỉnh        |
| CO-COR | Córdoba                                  |                     | tỉnh        |
| CO-CUN | Cundinamarca                             |                     | tỉnh        |
| CO-CHO | Chocó                                    |                     | tỉnh        |
| CO-GUA | Guainía                                  |                     | tỉnh        |
| CO-GUV | Guaviare                                 |                     | tỉnh        |
| CO-HUI | Huila                                    |                     | tỉnh        |
| CO-LAG | La Guajira                               |                     | tỉnh        |
| CO-MAG | Magdalena                                |                     | tỉnh        |
| CO-MET | Meta                                     |                     | tỉnh        |
| CO-NAR | Nariño                                   |                     | tỉnh        |
| CO-NSA | Norte de Santander                       |                     | tỉnh        |
| CO-PUT | Putumayo                                 |                     | tỉnh        |
| CO-QUI | Quindío                                  |                     | tỉnh        |
| CO-RIS | Risaralda                                |                     | tỉnh        |
| CO-SAP | San Andrés, Providencia y Santa Catalina | San Andrés          | tỉnh        |
| CO-SAN | Santander                                |                     | tỉnh        |
| CO-SUC | Sucre                                    |                     | tỉnh        |
| CO-TOL | Tolima                                   |                     | tỉnh        |
| CO-VAC | Valle del Cauca                          | Valle               | tỉnh        |
| CO-VAU | Vaupés                                   |                     | tỉnh        |
| CO-VID | Vichada                                  |                     | tỉnh        |

## Thay đổi
Những thay đổi sau đây đối với mục đã được ISO 3166/MA công bố kể từ lần xuất bản đầu tiên của ISO 3166-2 vào năm 1998. ISO đã ngừng phát hành bản tin vào năm 2013.
| Bản tin                       | Ngày phát hành | Mô tả về sự thay đổi trong bản tin                                          |
| ----------------------------- | -------------- | --------------------------------------------------------------------------- |
| Newsletter I-6                | 2004-03-08     | Thay đổi tên của CO-DC                                                      |
| Online BrowsingPlatform (OBP) | 2016-11-15     | Bổ sung biến thể cục bộ của CO-DC, CO-SAP, CO-VAC; cập nhật nguồn danh sách |